# F-07D
docomo NEXT series ARROWS μ F-07D（ドコモ ネクストシリーズ アローズ ミュー エフゼロナナディー）は、富士通によって開発された、NTTドコモの第3世代移動通信システム（FOMA）端末である。docomo NEXT seriesのひとつ。

## 概要
ARROWS X LTE F-05D・REGZA Phone T-01D（Disney Mobile on docomo F-08D含む）・ARROWS ES IS12Fの兄弟機種で、かつてドコモの薄型フィーチャーフォンに付けられていた「μ」を冠したモデルである。ただしF-05Dと異なりXiには非対応で、T-01Dとも異なり指紋センサーも未搭載である。
厚さ約6.9mm、重さ109gとドコモの2011年冬モデルスマートフォンの中では一番薄く軽い個体を実現し、IPX5および8の防水仕様に加え、IP5Xの防塵仕様も備えながらも独立したイヤフォンマイク端子を搭載する。また、塗装の上に二重タフコート層を設けることで本体の耐久性を向上させる「ウルトラ タフガード」を採用するほか、公式テザリングもサポートする。
ディスプレイには、サムスン電子製のスマートフォンGALAXY S（SC-02B）に採用されているサムスン独自の有機ELディスプレイ『SUPER AMOLED』と同等の有機ELディスプレイ『NEW AMOLED Display』を採用することで野外の視認性を向上させており、ディスプレイ表面には強度に定評のあるコーニング社製『ゴリラガラス』を採用する。
バッテリー容量は1400mAhで、電池パック自体はF-05D・T-01Dと共通のものを使用する。CPUにQualcomm製のSnapdragon MSM8255(1.4GHz)を搭載するほか、初期OSにはAndroid 2.3を搭載し、UIには標準のホーム画面に加えて富士通独自の「NX！comfort UI」とNTTドコモが提供する「docomo Palette UI」の計3種類が用意されている。
ネットワークは下り最大14Mbps、上り最大5.7MbpsのFOMAハイスピードに対応し、無線LANではIEEE802.11b/g/n対応で最大300Mbpsの通信が可能となる。
本体背面には有効画素数約510万画素の表面照射型CMOSセンサーを搭載し、1280×720pのHD動画撮影にも対応する。さらに、日本独自の規格であるおサイフケータイやワンセグ、赤外線通信などの機能を搭載する。

ちなみに、F-12CはAndroid 4.0へのバージョンアップが検討されて後に却下されたが、RAMが512MBである本機とARROWS Kiss F-03DはそもそもAndroid 4.0へのバージョンアップは検討自体がされていない。 

## 主な機能
| 主な対応サービス                                 | 主な対応サービス                             | 主な対応サービス                       | 主な対応サービス                              |
| ------------------------------------------------ | -------------------------------------------- | -------------------------------------- | --------------------------------------------- |
| タッチパネル／加速度センサー                     | Xi／FOMAハイスピード7.2Mbps(受信)送信5.7Mbps | Bluetooth                              | DCMX／おサイフケータイ／赤外線／トルカ        |
| ワンセグ                                         | メロディコール                               | テザリング                             | WiFi IEEE802.11b/g/n                          |
| GPS                                              | spモード／電話帳バックアップ                 | デコメール／デコメ絵文字／デコメアニメ | iチャネル                                     |
| エリアメール／ソフトウェアーアップデート自動更新 | デジタルオーディオプレーヤー(WMA)(MP3他)     | GSM／3Gローミング（WORLD WING）        | フルブラウザ／Flash Player 10.3               |
| Androidマーケット／dメニュー／dマーケット        | Gmail／Google Talk／YouTube／Picasa          | バーコードリーダ／名刺リーダ           | ドコモ地図ナビ／Google Maps／ストリートビュー |

## 歴史
- 2011年10月18日 - NTTドコモより発表。
- 2012年1月13日 - 予約受付開始
- 2012年1月20日 - 発売開始[3]